# Język awera
Język awera – język papuaski używany w prowincji Papua w Indonezji. Należy do rodziny języków Równiny Jezior, tworząc samodzielną jej gałąź. Według danych z 2000 roku posługuje się nim 70 osób.
Jego użytkownicy zamieszkują wieś Awera (dystrykt Wapoga, kabupaten Waropen).
Jest zagrożony wymarciem; najmłodsze pokolenie preferuje bowiem język indonezyjski, a w społeczności używany jest także język ansus (którym mówi ok. 100 mieszkańców wsi).
Nie wykształcił piśmiennictwa.